# Chi Mồng tơi
Chi Mồng tơi (danh pháp khoa học: Basella), là một chi trong họ Mồng tơi (Basellaceae), chứa khoảng 5 loài thực vật dạng dây leo, trong số này có 3 loài là đặc hữu của Madagascar (B. excavata, B. leandriana, B. madagascariensis) và 1 loài đặc hữu của Đông Phi (B. paniculata). 

## Các loài
- Basella excavata Scott-Elliot, 1891
- Basella leandriana H.Perrier, 1950
- Basella madagascariensis Boivin cũ H.Perrier de la Bathie, 1950
- Basella paniculata Volkens, 1881
- Basella rubra L., 1753

## Hình ảnh

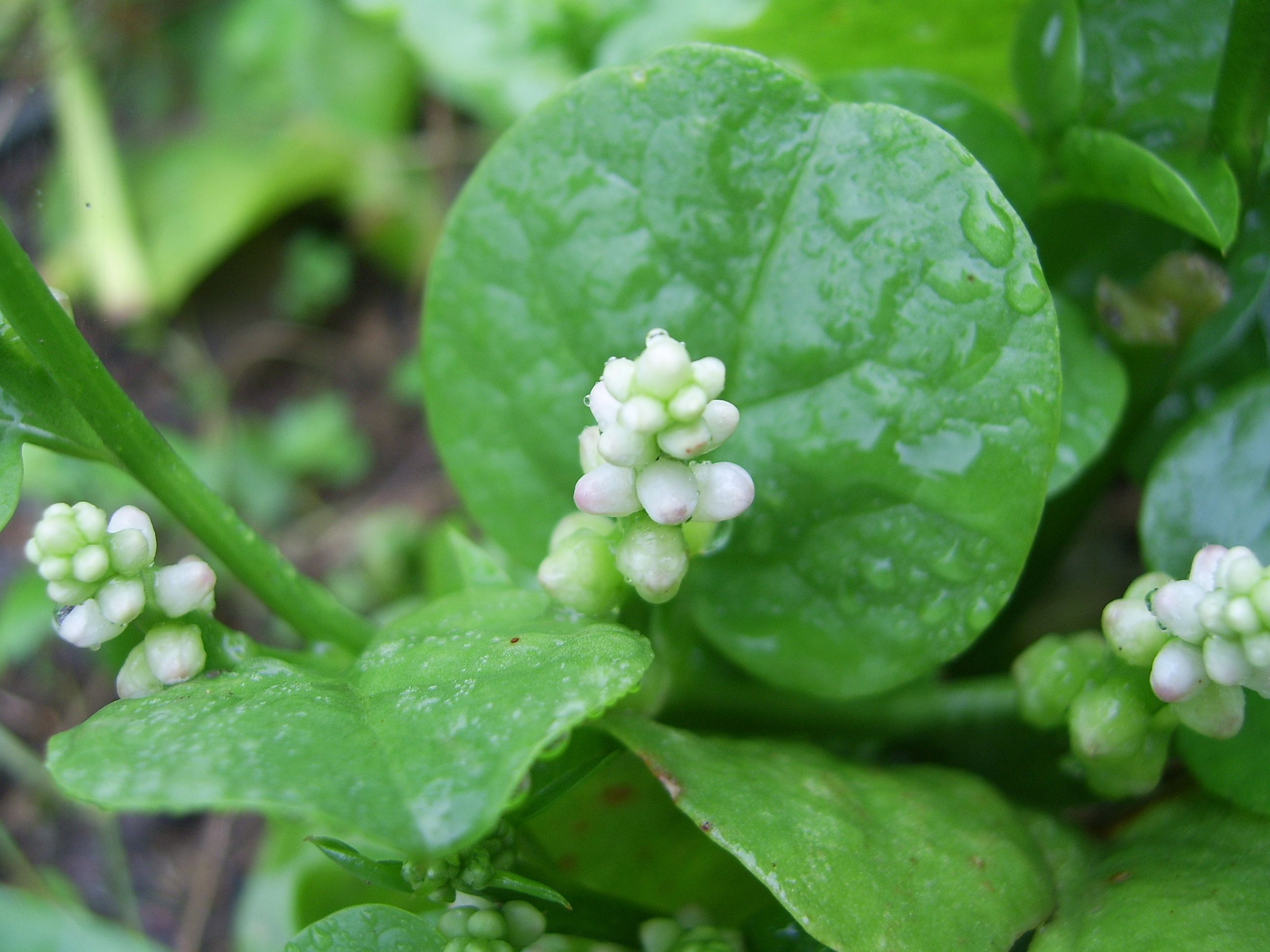
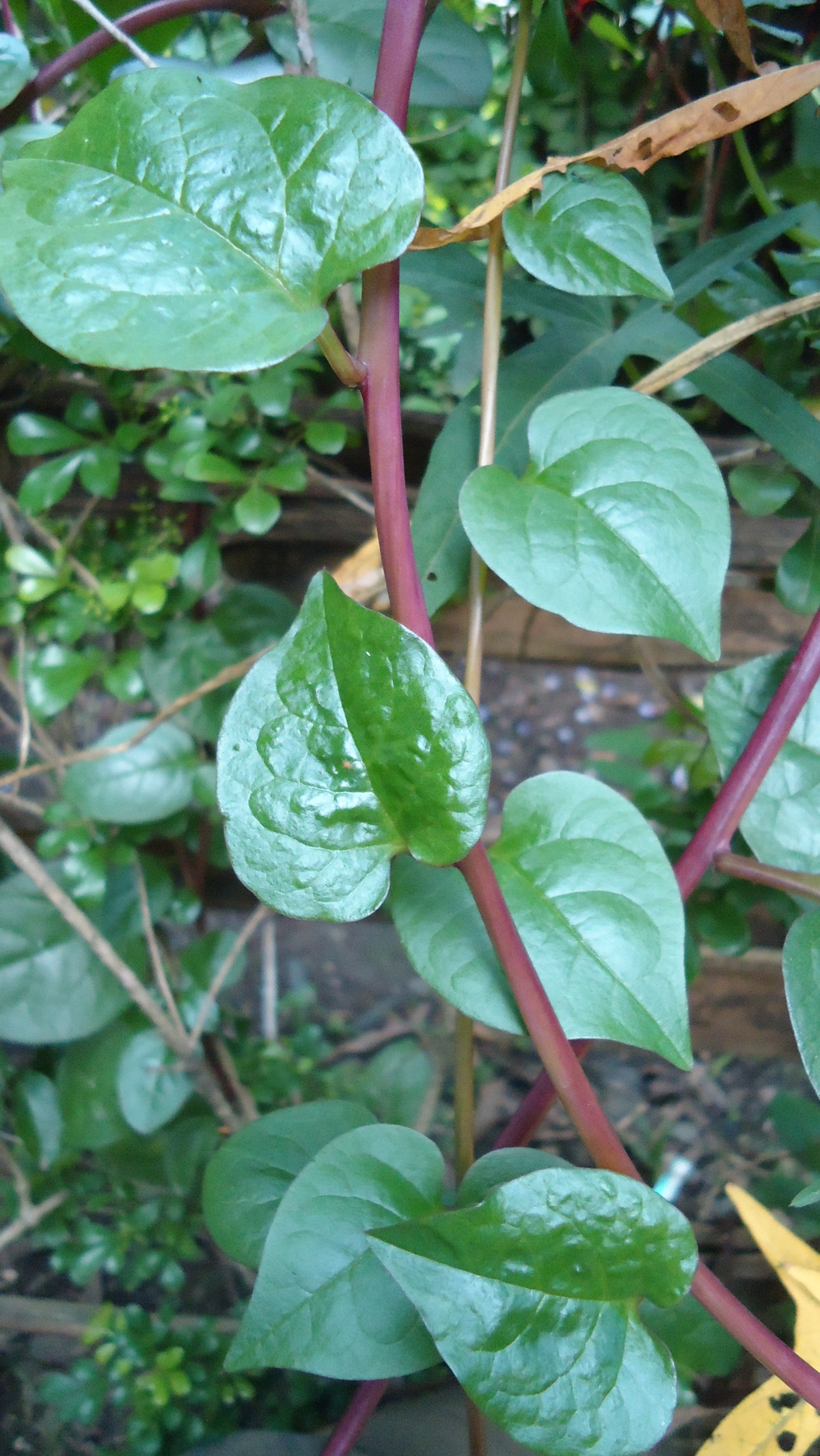
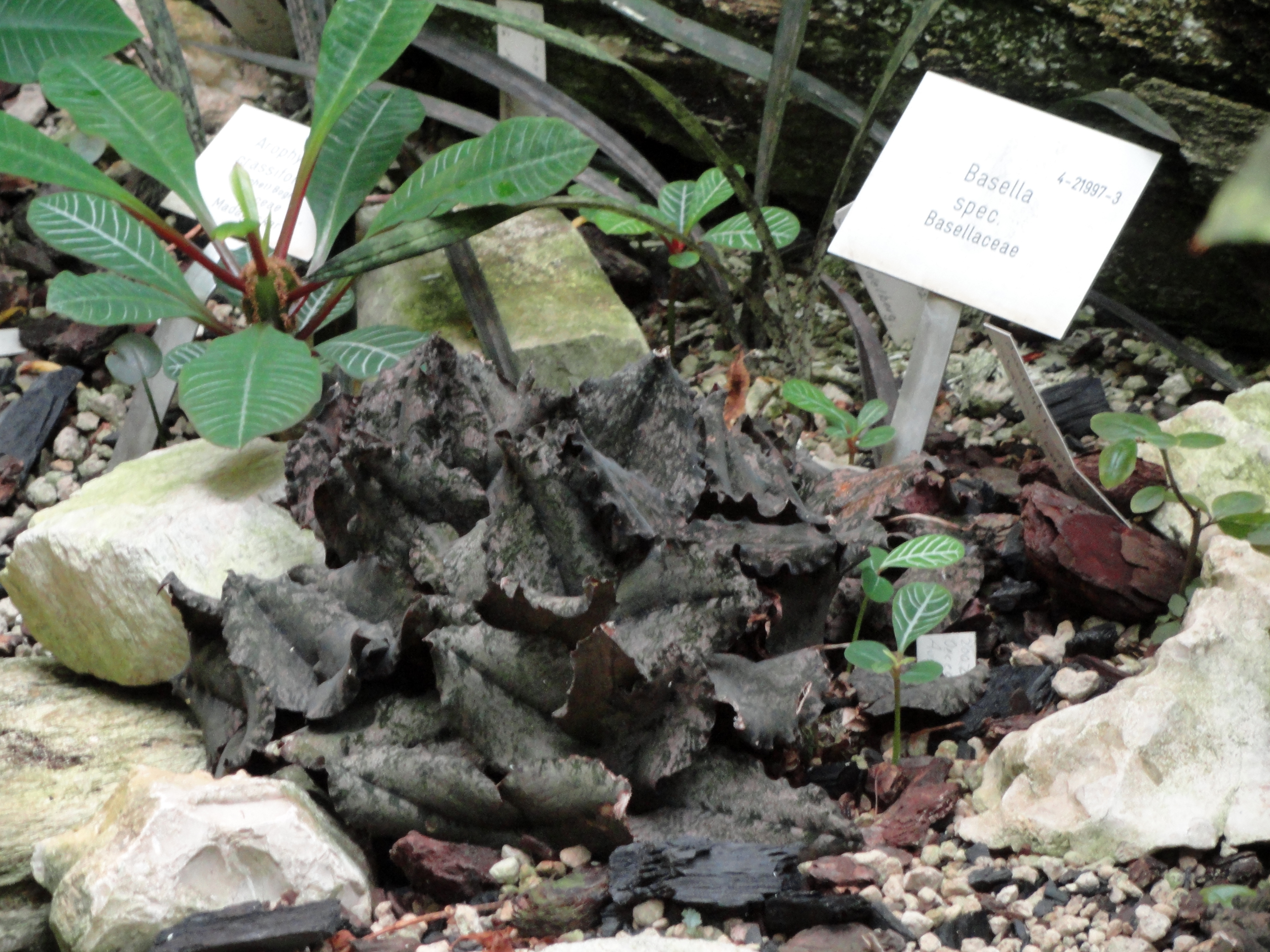